# Bifrost
För andra betydelser, se Bifrost (olika betydelser).

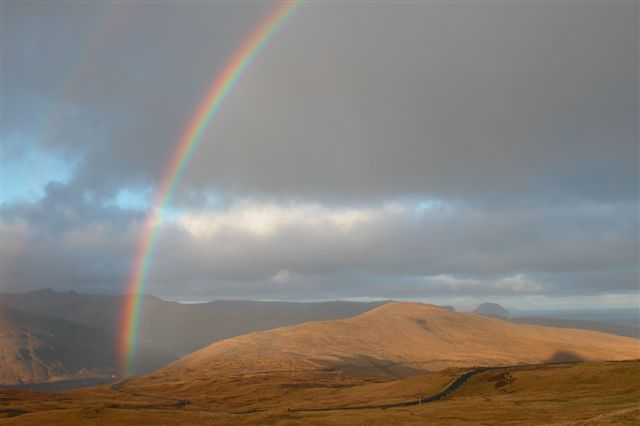
En regnbåge, den som ansågs vara vägen till gudarnas boning.

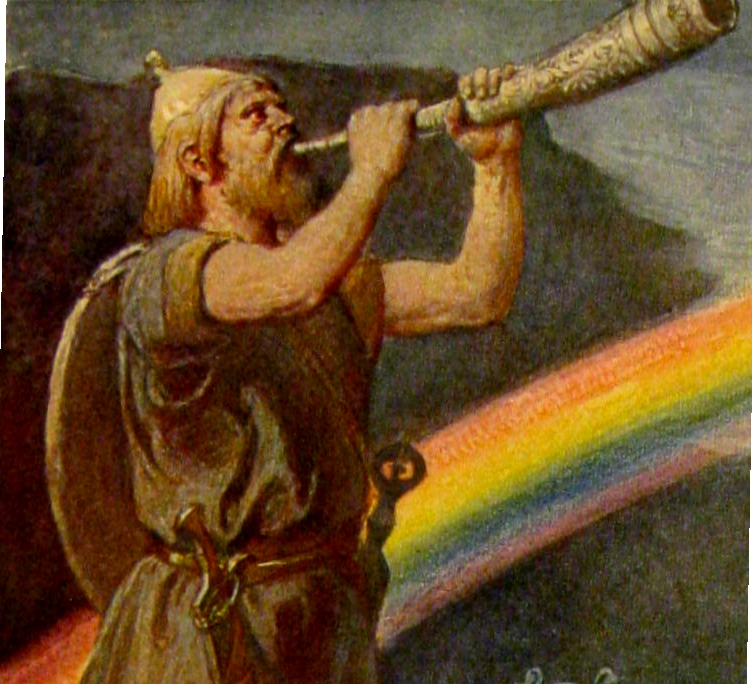
Heimdall vid himmelsbron avbildad av Emil Doepler.

Bifrost (uttal biv-råst, kognat med en icke belagd svensk form *Bävrast; "den bävande rasten" d v s "den darrande vägen", eller bilröst "den flammande rasten/vägen") är i nordisk mytologi en bro som leder från jorden till himlen och slutar i Asgård där guden Heimdall bor.
Varje dag rider asarna över bron till domsplatsen under Yggdrasil. Bron har tre färger och är mycket solitt byggd. Den brukar identifieras med regnbågen eller vintergatan.
På modern isländska heter den Bilröst i Poetiska Eddan och Bifröst i Snorres Edda.